# Сіді Ахмед ульд Гайда
Сіді Ахмед II ульд Гайда (*д/н — 1932) — емір Адрару в 1905—1932 роках.

## Життєпис
Походив з арабського клану ульд-джафрія. Син еміра Ахмеда ульд Сіді-Ахмеда. Після повалення еміра Мухтара I 1905 року успадкував трон. Продовжив політику маневрування між Іспанією та Францією задля збереження незалежності.
1906 і 1907 роках відправляв посольства до марокканського султана Абд аль-Азіза з проханням про військову допомогу. 1907 року зумів тривалий час тримати в облозі французький форт Тіджфджі. 1908 року за допомогою марокканців змусив французів здати форт Аґджевджет.
Втім тривала війна та постійні сутички викликали невдоволення шейхів низки племен та чистини знаті. Цим скористався Анрі Жозеф Гуро, військовий комісар в Протектораті Мавританія. 1909 року з загоном 1 тис. вояків і гарматами він підійшов до столиці Адрару — Атару, який майже без спротив захопив. Невдовзі на бік французів перейшов Махмуд, син еміра Адрару.
У другій половині 1909 року Сіді Ахмед перейшов у наступ. Невдовзі відвойовано фортецю Шингетті. Проте вже до кінця року знову втрачено. Також Сіді Ахмед зазнав тяжкої поразки у битві біля Туріха, внаслідок чого відступив до області Хода в Таганті. У жовтні 1909 року оголошено про включення Адрару в Протекторат Мавританія. Номінальним еміром став Сіді Ахмед III.
Втім на півночі отаборився Сіді Ахмед II. Але 1912 року він зазнав поразки під Тічітом й потрапив у полон. Його було відправлено до Сен-Луї. 1913 року через падіння авторитету Сіді-Ахмеда III було вирішено відновити на троні Сіді-Ахмеда II.
Емір став державним службовцем, отримавши 8 тис. франків на рік і 10 т фініків. Він отримав право виконувати поліцейські функції та здійснювати правосуддя через каді; також мав би персональну міліцію (гум-аміраль). У 1917 року вступив у конфлікт з впливовим племен улад-кайлан, внаслідок чого 1918 року його позбавлено влади.
1920 року втретє відновлено на троні еміра. Водночас протекторат Мавританія було реформовано на колонію Мавританія. Функції еміра було зведено до церемоніальних. Тому нічого не зробив, щоб приборкати нове повстання, що почалося на заході емірату в 1923 році. 1927 року втратив право мати гум-аміраль та поліцейські функції.
1931 року почалося нове повстання, що охопила значну територію Адрару. З огляду на це емір почав перемовини з його ватажками, готуючи загальне повстання. З 4 шейхів бану-хасан його підтримав 1, інші зберігали нейтралітет, втім запевнили Сіді-Ахмеда II у готовності пристати до повстання у разі успіху. У лютому 1932 року емір втік з Атару, почавши напади на французів. Араби і бербери з Адрару, що служили в колоніальних військах стали дезертирувати. Але 19 березня Сіді-Ахмеда II було раптово атаковано, внаслідок чого той загинув. Втім повстання в Адрарі було придушено лише у 1934 році.